# When a Feller's Nose Is Out of Joint
When a Feller's Nose Is Out of Joint è un cortometraggio muto del 1915 diretto da Tefft Johnson.

## Produzione
Il film fu prodotto dalla Vitagraph Company of America.

## Distribuzione
Distribuito dalla General Film Company, il film - un cortometraggio in una bobina - uscì nelle sale cinematografiche statunitensi il 12 maggio 1915 dopo essere stato presentato in prima al Vitagraph Theatre di New York il 25 aprile 1915.